# Erik Rosenberg
Erik Rosenberg född i Visnum, Värmland, 17 augusti 1902, död 20 december 1971 i Almby, Örebro, gravsatt på kyrkogården där, var en svensk ornitolog. Han är idag kanske främst känd som författare av fågelböcker, särskilt Fåglar i Sverige. Denna utkom första gången 1953, men har återkommande reviderats (åttonde upplagan gavs ut år 2010).

## Biografi
Rosenberg var son till fanjunkare Fridolf Rosenberg och Gerda Austrin. Redan under skoltiden i Örebro märktes hans mycket stora fågelintresse, och när han var 19 år gammal publicerade han tillsammans med sin biologilärare artikeln "Om fågellivet vid Närkes slättsjöar" i den ansedda populärvetenskapliga tidskriften Fauna och flora (1921). Uppsatsens rubrik skulle komma att prägla hela Rosenbergs liv och gärning. Redan i juni 1920 hade han dock debuterat som skribent med uppsatsen "Något om Hemfjärdens fåglar" i lokaltidningen Nerikes allehanda. Efter några år som anställd på Nerikes allehanda – han använde där signaturen Botaurus – blev han, fastän det inte var ett "riktigt" yrke, ornitolog på heltid. Först 1948 lät han sig anställas som naturvårdskonsulent i Örebro län.
När han 1934 publicerade sin bok om fåglarna i Närkes slättsjöar, Oset och Kvismaren (1934; 4 uppl. 1977) blev den mycket spridd och ledde till utökat fågelintresse bland allmänheten. Några år senare kom boken Uvberget och tjäderskogen (1937), där skogsfåglarnas liv presenterades. Mest känd har Rosenberg blivit för sin fälthandbok Fåglar i Sverige (1953; 8 uppl 2010), som såldes i mycket stora upplagor och fortfarande finns i bokhandeln. Dess målande ordbeskrivningar av fåglarnas utseende, rörelsemönster och inte minst läten har gjort den till en oöverträffad klassiker. 1942–1947 medverkade han i det stora bokverket Våra fåglar i Norden i fyra band. Han var en återkommande röst i radions naturprogram under fyrtio år och när han på 1960-talet observerade att fågelpopulationen gick ned satte han det i samband med det ökade användandet och utsläppet av gifter i naturen. Som en av de allra första väckte han debatt om den toxiska destruktionen av miljön.
Rosenberg kan kallas "den svenska fältornitologins fader" och mer än någon annan har han bidragit till att popularisera "fågelskådandet" – han sägs vara upphovet till just detta ord – och sprida kännedom om fåglarna och deras liv, leverne och funktion i det ekologiska systemet.
I Örebro hedras hans minne genom att Erik Rosenbergs väg är uppkallad efter honom. Region Örebro län utdelar årligen ur Stiftelsen Erik Rosenbergs naturvårdsfond ett stipendium till hans minne. På sin 50-årsdag hedrades han av Svenska Naturskyddsföreningen med boken Festskrift tillägnad Erik Rosenberg (1952).